# Las Órdenes Militares en Soria

Situación de las encomiendas militares en Soria.

La Ciudad de Soria (España) contó desde el siglo XII con la protección y servicio de varias Órdenes Militares que se instalaron extramuros, cerca de las principales puertas y accesos. Estas Órdenes Militares protegían a los peregrinos que iban a Santiago por el Camino Castellano-Aragonés y les daban cobijo a la vez que protegían la Ciudad.
A comienzos del siglo XII el rey Alfonso I el Batallador conquistó definitivamente la ciudad de Soria a los árabes y la repobló. Fue entonces cuando favoreció el asentamiento de las Órdenes Militares que tuvo Soria: Los Caballeros Hospitalarios de San Juan de Jerusalén, los de la Orden del Temple, los de la Orden de Calatrava y los de la Orden de San Lázaro de Jerusalén. A estos hay que añadir los Caballeros Hospitalarios de Santa Cristina de Somport.

## Caballeros hospitalarios de San Juan de Jerusalén

Cruz de Malta

Esta Orden fue fundada en Palestina en el siglo XI, fue primero hospitalaria (atención de los hospitales de peregrinos a Jerusalén), pero tomó pronto carácter militar en su lucha contra los musulmanes, en el marco de las Cruzadas. Sus caballeros recibían el tratamiento honorífico de frey antepuesto a su nombre. Actualmente se denomina Orden de Malta.
En Soria Alfonso I el Batallador cedió en 1134 unos territorios lejos del centro urbano, al otro lado del río, en retiro y sosiega a la vera del camino, para cumplir con el motivo con que lo erigieron los Hospitalarios: dar apoyo a los peregrinos. En estos terrenos se encontraba la pequeña iglesia del siglo XII a la que le añadieron el magnífico claustro que ahora contemplamos y las dependencias monacales, actualmente desaparecidas, en el siglo XIII. Tal vez pudo ser templario en sus orígenes, aunque no hay ningún documento que lo demuestre. Fue abandonado a principios del siglo XVIII.
Los caballeros templarios, escribe Bécquer, cabalgan fantasmagóricamente en la "Noche de Todos los Santos" sobre la colina del Monte de las Animas situada junto al monasterio.
- San Juan de Duero

## Caballeros de la Orden del Temple

La cruz templaria, símbolo de la orden

La Orden del Temple fue una orden medieval de carácter religioso y militar cargada de tintes legendarios, nacida después de la primera cruzada. Fue fundada en Jerusalén en 1118 por nueve caballeros franceses, con Hugo de Payens a la cabeza.
La tradición de presencia templaria en la provincia de Soria se ha perpetuado a lo largo de los siglos, y existen, al menos, quince enclaves relacionados con la Orden del Temple. En 1270 los templarios comenzaron la construcción del monasterio de San Polo en la ciudad de Soria. Terminan una particular iglesia, volumen más importante de lo que sería la encomienda. Sitio de defensa, huerta, hospedería e iglesia seria San Polo durante la estancia de los templarios. Posteriormente en el siglo XIV, con la disolución de la Orden, sus posesiones pasaron a los Hospitalarios de San Juan. En la ermita de San Saturio hay curiosidades que hacen referencia a los templarios.
El Duque de Soria Bertrand Du Guesclin, fue Gran Maestre Neo-Templario a mediados del siglo XIV, trece años antes de recibir el ducado de Soria, en 1370, y las plazas de Almazán, Morón de Almazán, Monteagudo, Deza, Atienza y Serón de Nágima por concesión de Enrique de Trastámara.
Entre sus muros otra vez de la mano de Gustavo Adolfo Bécquer sitúa la leyenda “El Rayo de Luna”. Hay otra leyenda sobre su Cristo templario “El Cristo Cillerero” que se encuentra en el altar mayor de San Juan de Rabanera.
- San Polo

## Caballeros de la Orden de Calatrava

Cruz de Calatrava

Fue una Orden militar-religiosa fundada en el Reino de Castilla, en el siglo XII, por el abad Raimundo de Fitero, con el objetivo inicial de proteger la villa de Calatrava (cerca de la actual Ciudad Real). Pertenece a la familia de las órdenes cistercienses.
En Soria se instalaron extramuros de la ciudad en la iglesia de San Salvador. Esta iglesia fue entregada por un nieto de Fortún López a la Orden en 1169. Continuó en posesión de esta Orden hasta 1322, desde cuya fecha no se habla más de ella en las historias de la orden.
Varios maestres y comendadores pertenecieron al linaje de los Padilla, señores de Calatañazor.
- El Salvador

## Caballeros de la Orden de San Lázaro de Jerusalén

Cruz de San Lázaro

Los monjes de San Lázaro inicialmente se ocupaban de cuidar a los leprosos y a partir del año 1115 formaron una comunidad independiente dentro de las Órdenes militares. Acogían a cualquier caballero de otra Orden que contrajera la lepra y era bien recibido entre ellos, siempre que guardara su Regla.
En la Ciudad de Soria, pasando el Puente de Piedra y dejando a la derecha San Polo, para tomar el camino de la Venta de Valcorba, actual calle de San Lázaro, se encontraba una pequeña iglesia románica, con la advocación de San Lázaro, cuyas ruinas pueden aún verse, alteradas por la línea férrea. Según Nicolás Rabal, por su situación y nombre, fue hospital de lazaristas, encargados del cuidado de los leprosos. Instalados ya en el siglo XII, posteriormente lo abandonaron y los Doce Linajes fundaron en sus dependencias una casa de niños expósitos.
Había una antigua leyenda, conocida como "El ladrillo de San Lázaro", que decía que quien pisara un ladrillo o losa misteriosa de la iglesia, que nadie supo exactamente cual era, el Domingo de Lázaro (el anterior al Domingo de Ramos) se casaba ese mismo año.
- San Lázaro

## Caballeros Hospitalarios de Santa Cristina de Somport

Emblema de la Orden de Santa Cristina

La Orden de Santa Cristina tuvo sus orígenes en Somport en el siglo XII donde estaba al frente de un hospital de peregrinos, el de Santa Cristina, ubicado en esa localidad. En sus inicios estuvo vinculada con la Orden del Santo Sepulcro de Jerusalén aunque a comienzos del siglo XIII el monasterio adquiere autonomía convirtiéndose en sede de la Orden. Llegó a poseer varias encomiendas y prioratos distribuidos por Bearn, Aragón, Navarra e incluso Castilla (Santa Cristina de Soria)".
La encomienda-hospital de Santa Cristina de Soria, ya existente en 1129, se situó pasando el puente del Duero, al comienzo de la Carretera de Ágreda. Tenía rentas en los lugares de Corto y Calderuela en la provincia de Soria y estaba sujeta al prior de Santa Cristina de Somport que desde 1607, cuando se suprimió el clero regular, residía en la Seo de Zaragoza. A principios del siglo XVI la iglesia se encontraba en ruinas y en 1538 se concedió permiso para desmantelar el edificio y utilizar su sillería para reparar el Puente de Piedra.
- Santa Cristina